# Ina Scharrenbach

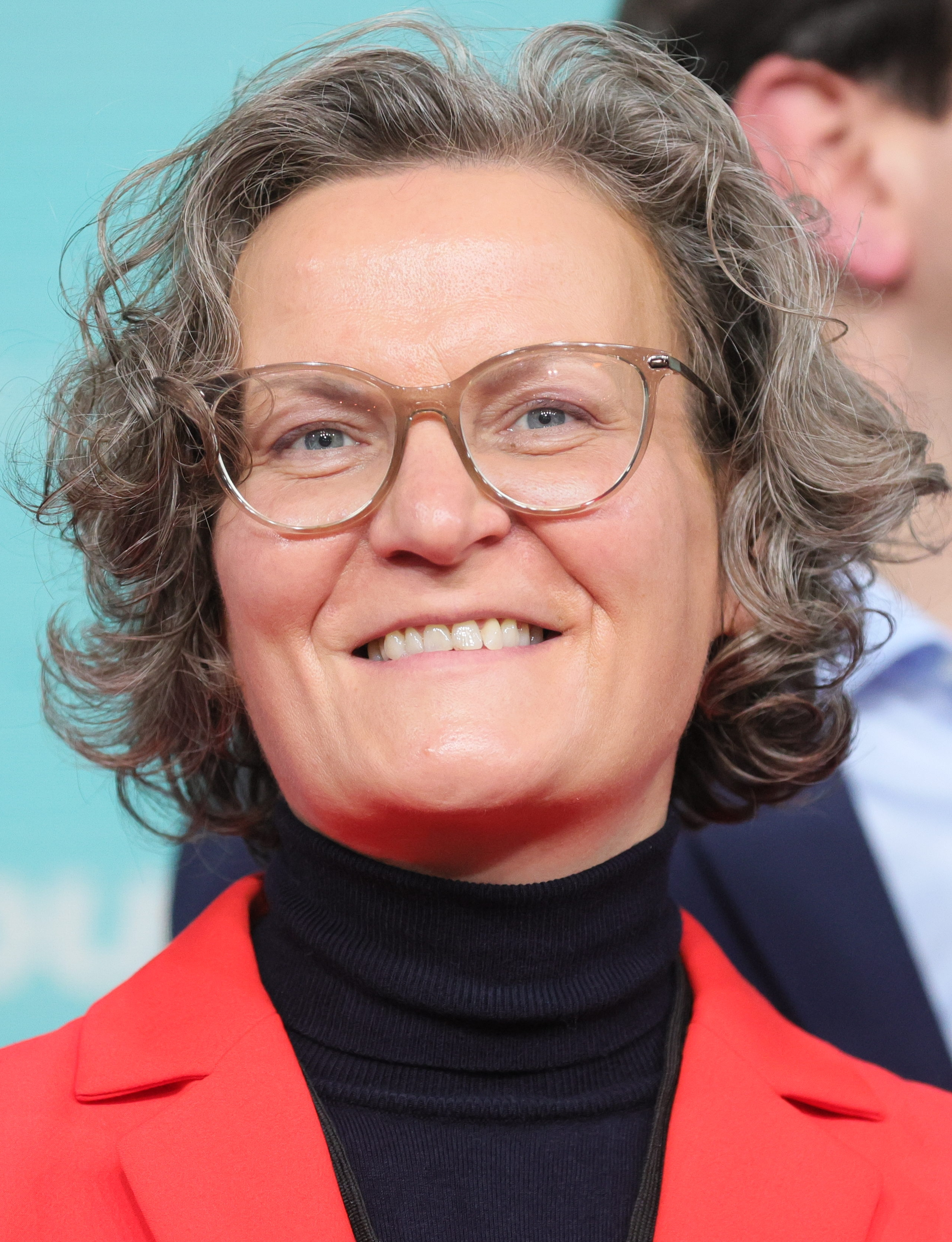
Ina Scharrenbach (2025)

Ina Scharrenbach (* 30. September 1976 in Unna) ist eine deutsche Politikerin (CDU). Sie war von 2012 bis 2017 und ist seit 2022 erneut Abgeordnete im Landtag von Nordrhein-Westfalen. Vom 30. Juni 2017 bis zum 29. Juni 2022 war sie Ministerin für Heimat, Kommunales, Bauen und Gleichstellung des Landes Nordrhein-Westfalen in den Kabinetten Laschet und Wüst I. Seit dem 29. Juni 2022 amtiert Scharrenbach mit leicht veränderter Ressortzuständigkeit als Ministerin für Heimat, Kommunales, Bau und Digitalisierung im Kabinett Wüst II. Seit Januar 2022 ist sie Mitglied der Präsidiums der CDU, nachdem sie ab Dezember 2018 bereits Mitglied des Bundesvorstandes war.

## Leben
Scharrenbach legte 1996 ihr Abitur am Städtischen Gymnasium Kamen ab. Von 1996 bis 1999 absolvierte sie eine Berufsausbildung zur Bankkauffrau bei der Städtischen Sparkasse Kamen und war danach im erlernten Beruf tätig. 2001 begann sie an der Fachhochschule Dortmund ein Studium der Betriebswirtschaftslehre mit den Schwerpunkten Rechnungswesen, Steuern und Controlling, das sie 2005 als Diplom-Betriebswirtin (FH) abschloss. Anschließend arbeitete sie bis zur Landtagswahl 2012 in Dortmund bei der Wirtschaftsprüfungsgesellschaft Ernst & Young. Im Juni 2025 machte sie eine Krebserkrankung öffentlich.

## Partei
In der CDU ist Scharrenbach seit 1996 Mitglied. 
Seit 2011 ist sie in der Frauen-Union NRW als stellvertretende Landesvorsitzende aktiv und Vize-Kreisvorsitzende der CDU im Kreis Unna.
Seit dem Jahr 2012 ist sie stellvertretende Landesvorsitzende der CDU in Nordrhein-Westfalen. 
Beim Bundesparteitag der CDU im Dezember 2018 wurde sie in den Bundesvorstand gewählt. 
Beim Bundesparteitag am 22. Januar 2022 wurde sie in das Präsidium der Partei gewählt.
Seit 2017 ist sie Vorsitzende der Frauen Union NRW.
Im Mai 2025 unterlag sie auf dem Bundesdelegiertentag der Frauen-Union bei der Wahl zur Bundesvorsitzenden. Auf sie entfielen 38 Prozent der 245 abgegebenen Stimmen, während ihre Kontrahentin Bundesgesundheitsministerin Nina Warken 62 Prozent Zustimmung erhielt.

## Politik
Dem Stadtrat von Kamen gehörte sie von 1999 bis 2017 an, seit 2011 amtierte sie dort als Fraktionsvorsitzende ihrer Partei.  
Scharrenbach erhielt bei der Landtagswahl in Nordrhein-Westfalen 2012 über die Landesliste der CDU ein Mandat. Im Landtagsplenum war sie eine der Schriftführerinnen. Scharrenbach war stellvertretende Vorsitzende des Ausschusses für Frauen, Gleichstellung und Emanzipation und Mitglied in den Ausschüssen für Familie, Kinder und Jugend sowie Haushalt und Finanzen.
Bei der Landtagswahl in Nordrhein-Westfalen 2017 konnte Ina Scharrenbach kein Landtagsmandat mehr erringen. Sie führte mit Peter Biesenbach und Bodo Löttgen die Koalitionsverhandlungen zur Inneren Sicherheit und wurde nach Bildung einer schwarz-gelben Koalition am 30. Juni 2017 zur Ministerin für Heimat, Kommunales, Bauen und Gleichstellung des Landes Nordrhein-Westfalen im Kabinett Laschet berufen.
Seit dem 28. Oktober 2021 war sie in der gleichen Funktion im Kabinett Wüst I tätig.
Trotz aussichtsreichem Platz zwei auf der CDU-Landesliste zur Landtagswahl in Nordrhein-Westfalen 2022 und besserem Abschneiden ihrer Partei als 2017 verpasste sie erneut den Einzug in den Landtag, da die CDU alle Sitze über Direktmandate errungen hatte.
Nachdem der Paderborner Abgeordnete Daniel Sieveke (CDU) am 29. Juni 2022 zum Staatssekretär in Scharrenbachs Bauministerium berufen wurde und deshalb aus dem Landtag ausschied, rückte Scharrenbach am 30. Juni als Abgeordnete über die Landesliste in den Landtag nach. Sie gehört dem Parlament seither wieder als Abgeordnete an.
Seit dem 29. Juni 2022 amtiert Scharrenbach zudem weiterhin als Mitglied der nordrhein-westfälischen Landesregierung und mit leicht veränderter Ressortzuständigkeit als Ministerin für Heimat, Kommunales, Bau und Digitalisierung im Kabinett Wüst II. Einen Tag später ernannte sie die Landesregierung zum Mitglied des Bundesrates, in dem sie zuvor Stellvertretendes Mitglied war.

## Kontroversen
In die Kritik geriet Scharrenbach, als ihr bei einem Heimatkongress am 17. März 2018 von dem „NRW-Heimatbotschafter“ Heino eine Langspielplatte „Die schönsten deutschen Heimat- und Vaterlandslieder“ als Geschenk überreicht wurde. Mehrere der 24 Lieder auf dem Doppelalbum haben eine fragwürdige Geschichte und gehörten etwa zum üblichen Liedgut der nationalsozialistischen SS. „Für besondere Empörung sorgt das von der SS als ‚Treuelied‘ glorifizierte Stück von 1814 ‚Wenn alle untreu werden‘, das allerdings nicht nur von der SS, sondern auch vom NS-Widerstand gesungen wurde.“ Das Ministerium teilte mit, das Geschenk sei „bei der Übergabe nicht unter dem Aspekt der politischen Korrektheit überprüft worden“, die Ministerin verwahre sich aber strikt dagegen, „in irgendeiner Weise mit der nationalsozialistischen Ideologie in Verbindung gebracht zu werden“.

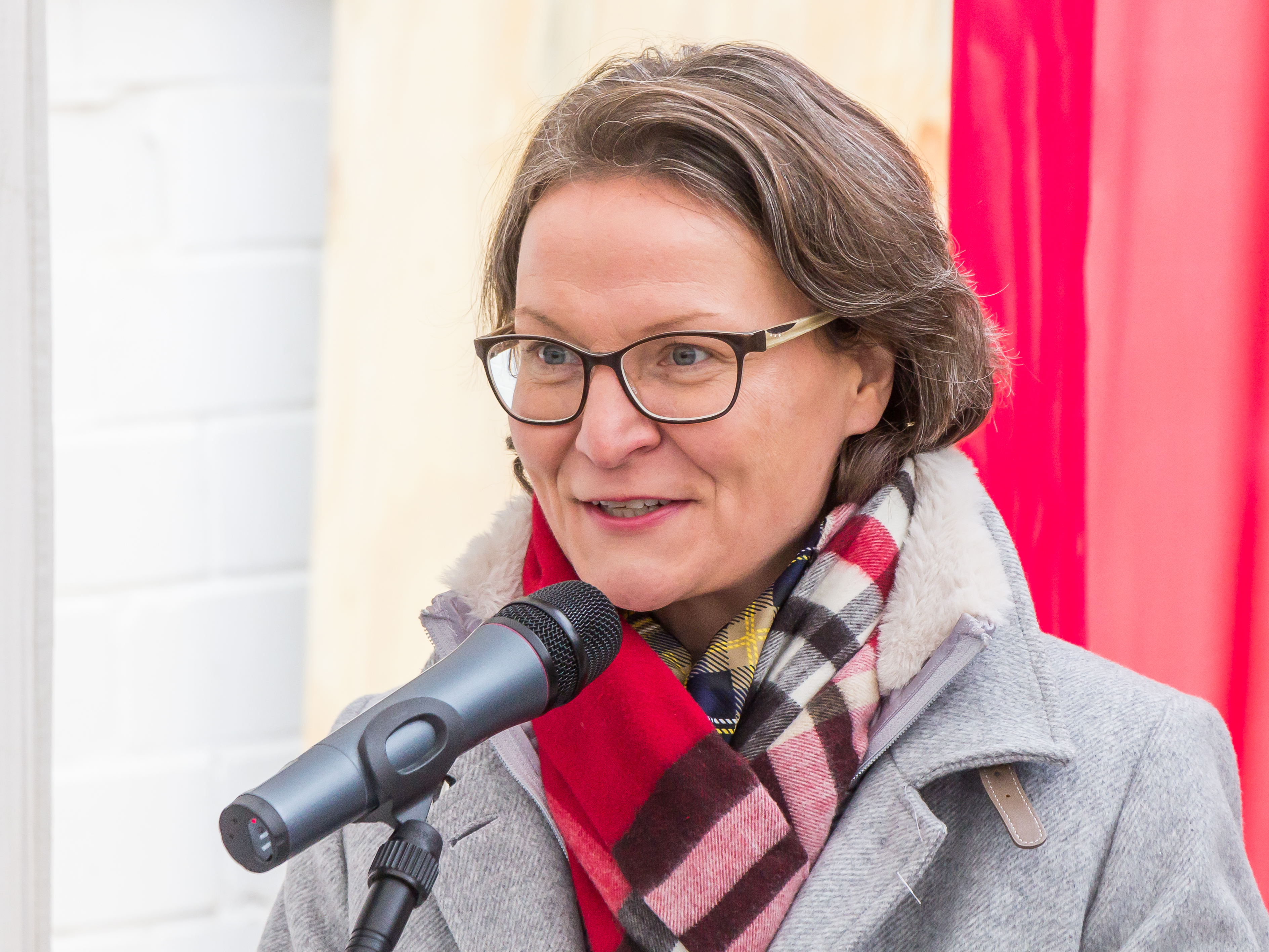
Ina Scharrenbach, 2018

Das von Scharrenbach geführte Ministerium ließ im September 2018 Baumhäuser der Demonstranten gegen die Rodung des Hambacher Forst mit der Begründung entfernen, dass sie den Brandschutzbestimmungen nicht genügten. Die Begründung wurde einerseits stark kritisiert, weil der Sommer 2018 extrem trocken war und wenige Tage zuvor die Polizei die existierenden Feuerlöscher konfisziert hatte, weil sie als Waffe hätten genutzt werden können. Andererseits sah sich das Bauministerium als oberste Bauaufsichtsbehörde aufgrund der nicht eingehaltenen Brandschutzbestimmungen zum Einschreiten verpflichtet. Diese Sicherheitsbedenken betrafen nicht nur fehlende Feuerlöscher, „die Baumhäuser [müssten] etwa über Rettungstreppen und über Geländer verfügen. Außerdem müssten Rettungswege für Feuerwehr und Krankenwagen verfügbar sein.“ Das Verwaltungsgericht Köln bestätigte die Räumung der Baumhäuser als rechtmäßig, 2021 wurde die Entscheidung – nicht rechtskräftig – revidiert.
Zum Thema der Räumung des Hambacher Forstes haben die Kerpener Stadtratsfraktionen der Linken, SPD und Grüne bei der Anwaltskanzlei Dombert aus Potsdam ein verwaltungsjuristisches Gutachten in Auftrag gegeben. Der Gutachter Dominik Lück kommt zu dem Ergebnis, es handele sich um „materielle Rechtswidrigkeit“ mit „fehlerhafte[n] Rechtsgrundlagen“. Er führt weiter: „Absurde Rechtsauffassungen auf kommunaler Ebene sind Alltag, aber auf Landesebene ist das neu.“ Scharrenbach hätte ihre Kompetenzen überschritten und das Recht gebeugt.
Im Rahmen der Berichterstattung über die „Mallorca-Affäre“, aufgrund der die NRW-Umweltministerin Ursula Heinen-Esser am 7. April 2022 von ihrem Amt zurücktrat, wurde kritisiert, dass sich auch Scharrenbach während der Flutkatastrophe Mitte Juli 2021 wegen einer Party am 23. Juli auf Mallorca aufhielt, während in den betroffenen Flutgebieten in Nordrhein-Westfalen viele Menschen um ihre Existenz gekämpft hätten. Mit Heinen-Esser und Scharrenbach seien zudem ausgerechnet diejenigen Ministerinnen beteiligt, die in dieser Katastrophe fachlich zuständig gewesen wären. Später bedauerte sie ihr Verhalten „Es tut mir sehr, sehr leid und ich entschuldige mich dafür.“ Der SPD-Oppositionsführer Thomas Kutschaty forderte ihren Rücktritt.
Kritisiert wird auch der von Scharrenbach im dritten Anlauf 2021 erneut vorgelegte Entwurf eines neuen nordrhein-westfälischen Denkmalschutzgesetzes, der Fremdinteressen zu viel Raum einräume. Dieses Gesetz wurde am 6. April 2022 vom Landtag verabschiedet.